# Бик, Джон, барон Бик
Джон Бик (англ. John Beke; до 1230—1303/04) — английский аристократ, 1-й барон Бик с 1295 года.

## Биография
Джон Бик родился до 1230 года в семье Уолтера Бика из Эрзби и Евы де Грей. Он был старшим сыном; после него родились Томас и Энтони, которые стали священнослужителями. Не позже 1255 года отец передал Джону манор Эрзби в Линкольншире. В 1275/76 году Бик получил от короны разрешение построить в этом поместье замок. 24 июня 1295 года Джон был вызван королём Эдуардом I в парламент как лорд. Его завещание датировано 18 июля 1301 года, а умер барон в 1303 или 1304 году.
У Джона было четверо детей:
- Уолтер (умер в 1301/04)[2];
- Элис, жена сэра Уильяма Уиллоуби[3];
- Маргарет, жена Ричарда Аркура[4];
- Мэри, монахиня[1].

Единственный сын Джона умер бездетным при его жизни, так что владения барона были разделены между дочерьми, а его титул перешёл в состояние ожидания. Поместье Эрзби досталось Элис. Её сын Роберт Уиллоуби с 1313 года заседал в парламенте как барон Уиллоуби де Эрзби.